# 501 Batalion Czołgów Ciężkich
501 Batalion Czołgów Ciężkich (niem. Schwere Panzerabteilung 501) – niemiecka jednostka pancerna z okresu II wojny światowej.

## Historia
501 Batalion Czołgów Ciężkich (w skrócie „s PzAbt 501”) powstał w 1942 a jego pierwszym dowódcą został major Hans-Georg Lueder. Była to niezależna jednostka pancerna w sile batalionu, wyposażona początkowo w czołgi średnie Panzer III i czołgi ciężkie Tiger I. W walkach prowadzonych w Afryce Północnej w latach 1942-1943, zakończonych kapitulacją Afrika Korps, wchodzący w jego skład 501 Batalion Czołgów Ciężkich zniszczył 170 czołgów alianckich. Następnie jednostka walczyła na froncie wschodnim. W 1944 otrzymała na wyposażenie czołgi Tiger II. Chrzest bojowy nowego sprzętu miał miejsce 13 sierpnia 1944 pod Oględowem w walkach z Armią Czerwoną na przyczółku baranowsko-sandomierskim i wypadł fatalnie.
Na froncie wschodnim 501 Batalion Czołgów Ciężkich pozostawał do 21 grudnia, kiedy to został przeformowany w 424 Batalion Czołgów Ciężkich, (Schwere Panzer-Abteilung 424). Jednostka walcząc w składzie 4 Armii Pancernej poniosła duże straty w pierwszych dniach ofensywy, prowadzonej od 12 stycznia 1945 przez Armię Czerwoną.  Resztki batalionu, wycofując się dotarły do Zielonej Góry. Z Miasta koleją zostały przetransportowane do Paderborn. Na bazie rozformowanego 424 Batalionu Czołgów Ciężkich oraz 503 Batalionu Czołgów Ciężkich, 11 lutego 1945 utworzono 512 Batalion Ciężkich Niszczycieli Czołgów, (Schwere Panzerjäger-Abteilung 512) i wyposażono w niszczyciele czołgów Jagdtiger. Batalion po niepowodzeniach w walce z aliantami, skapitulował.  